# Trankwilin Ubiarco Robles
Trankwilin Ubiarco Robles, (hiszp.) Tranquilino Ubiarco Robles (ur. 8 lipca 1899 w Ciudad Guzmán rejon Zapotlán el Grande, zm. 5 października 1928 w Tepatitlán) – święty Kościoła katolickiego, działający na terenie diecezji guadalajarskiej prezbiter, ofiara prześladowań antykatolickich zapoczątkowanych w okresie rewolucji meksykańskiej, męczennik.

## Życiorys
Był synem J. Inés Ubiarco i Eutimii Robles. Wcześnie osierocony zmuszony był do podjęcia ciężkiej pracy. Korzystając z pomocy miejscowego proboszcza podjął naukę w seminarium duchownym. Zamknięcie uczelni katolickich przez władze państwowe zmusiły go do przerwania studiów, które po przerwie ukończył w Guadalajarze, przyjmując święcenia kapłańskie 5 sierpnia 1923 r.. Skierowany został do pracy w Moyahua gdzie realizował swój apostolat w środowiskach robotniczych. Prowadził działalność katechizacyjną i w tym celu założył gazetę. W czasie gdy nasiliły się prześladowania katolików udzielał sakramentów i odprawiał msze w domach prywatnych. Po opublikowaniu w 1926 r. dekretu rządu E. Callesa nakazującego księżom opuszczenie parafii i przeniesienie do miast zmuszony był często się przenosić. Po wybuchu powstania cristeros, którego nie popierał, podjął obowiązki administratora parafii w Tepatitlán. Organizował pomoc humanitarną dla dotkniętej prześladowaniami ludności wiejskiej. Został zatrzymany i powieszony został z rozkazu pułkownika José Lacarra. Przed śmiercią zwrócił się do żołnierza, który odmówił wykonania egzekucji:

Dziś ze Mną będziesz w raju.

Żołnierz, który nie chciał być katem został aresztowany i rozstrzelany tego samego dnia.
Atrybutem świętego męczennika jest palma.
Po translacji dokonanej 5 października 1978 r. relikwie spoczęły w kościele parafialnym w Tepatitlán, mieście które jest szczególnym miejscem kultu świętego.
Śmierć Trankwilina Ubiarco Roblesa była wynikiem nienawiści do wiary (łac.) odium fidei. Po zakończeniu procesu informacyjnego na etapie lokalnej diecezji, który toczył się w latach 1933–1988 w odniesieniu do męczenników okresu prześladowań Kościoła katolickiego w Meksyku, został beatyfikowany 22 listopada 1992 roku w watykańskiej bazylice św. Piotra, a jego kanonizacja na placu Świętego Piotra, w grupie Krzysztofa Magallanesa Jary i 24 towarzyszy, odbyła się 21 maja 2000 roku. Wyniesienia na ołtarze Kościoła katolickiego dokonał papież Jan Paweł II.
Wspomnienie liturgiczne obchodzone jest w dies natalis (5 października).